# Mala Sprînka, Sambir
Mala Sprînka (în ucraineană Мала Спринька) este un sat în comuna Monastîreț din raionul Sambir, regiunea Liov, Ucraina.

## Demografie
Componența lingvistică a localității Mala Sprînka
     Ucraineană (95,65%)
     Rusă (4,35%)
Conform recensământului din 2001, majoritatea populației localității Mala Sprînka era vorbitoare de ucraineană (95,65%), existând în minoritate și vorbitori de rusă (4,35%).